# Jessica Phoenix

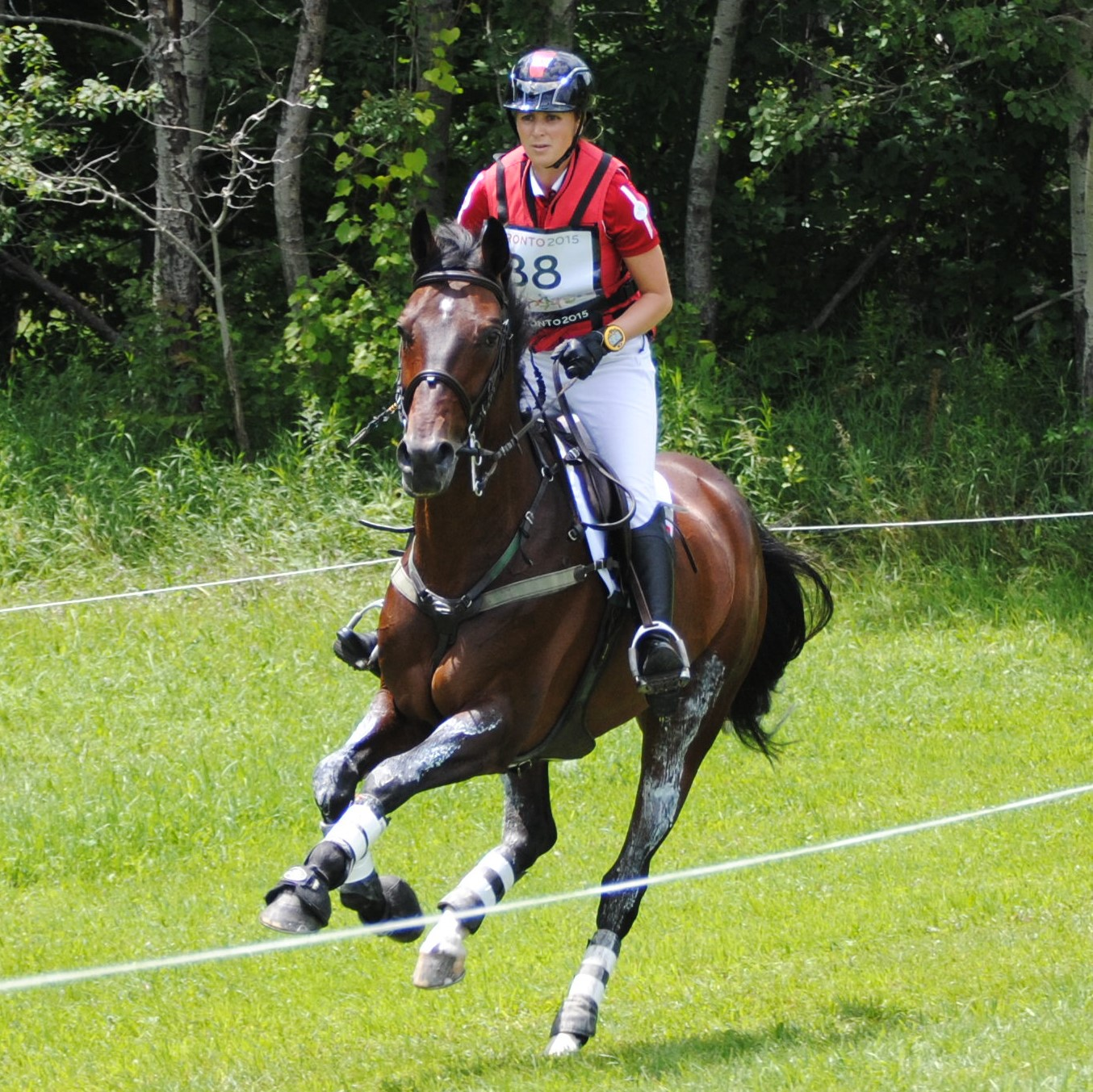
Jessica Phoenix, 2015

Jessica Phoenix (* 16. Oktober 1983 in Uxbridge, Ontario, als Jessica Ferguson) ist eine kanadische Vielseitigkeitsreiterin.
Bei den Panamerikanischen Spielen 2011 in Guadalajara gewann sie Einzelgold und Teamsilber. 2008 wurden sie und ihr Pferd Exploring für die Olympischen Spiele in Peking/Hongkong nominiert, aufgrund einer Sehnenverletzung ihres Pferdes musste Phoenix den Start absagen. 2012 startete sie schließlich in London bei ihren ersten Olympischen Spielen 2012.
Sie trainiert bei David O’Connor und Jackie Brooks.

## Erfolge

### Championate und Weltcup
- Olympische Spiele:
  - 2012, London: mit Exponential 13. Platz mit der Mannschaft, 22. Platz im Einzel
  - 2016, Rio de Janeiro: mit A Little Romance 10. Platz mit der Mannschaft, 38. Platz im Einzel, mit Exponential
- Panamerikanische Spiele:
  - 2007, Rio de Janeiro: mit Exploring 12. Platz im Einzel
  - 2011, Guadalajara: mit Pavarotti 2. Platz mit der Mannschaft und 1. Platz im Einzel
  - 2015, Toronto:mit Pavarotti 3. Platz mit der Mannschaft und 2. Platz im Einzel[1]